# Météorite de Bencubbin
La météorite de Bencubbin, ou simplement Bencubbin, est une météorite de 118 kg trouvée en 1930 en Australie-Occidentale, 15 km au nord-ouest du village de Bencubbin. Des fragments en sont conservés à la Smithsonian Institution, à Washington (États-Unis),.
Cette météorite, une chondrite carbonée, est le lithotype du groupe CB (C pour carbonée, B pour Bencubbin), dont les membres sont appelés bencubbinites.

## Caractéristiques
Le fragment récupéré est de forme pyramidale : 30 × 20 cm à sa base, 18 × 13 cm au sommet, 23 cm de hauteur. Sa masse est de 54 kg et donc sa densité de 5,32. Sa surface est entièrement recouverte d'une couche oxydée, qui pénètre aussi la météorite le long de la surface des zones métalliques. Sous la couche oxydée la couleur est grisâtre à noir brunâtre.

## Composition minéralogique
Bencubbin comporte 47,8 vol% de fer-nickel et 1,6 vol% de troïlite ; la matrice silicatée comporte 23,1 vol% d'enstatite (monocristaux blanc-grisâtre de 5 à 10 mm de diamètre), 20,2 vol% d'olivine (cristaux vert-olive foncé, de la même taille que ceux d'enstatite), 1 vol% d'anorthite et 0,2 vol% de chromite.

## Classification
Bencubbin a d'abord été considérée comme une mésosidérite en raison de la grande proportion de métal, mais la composition chimique de ses silicates et la composition isotopique de son oxygène l'ont finalement rapprochée des chondrites carbonées, parmi lesquelles elle est devenue le lithotype d'un nouveau groupe (groupe CB, celui des bencubbinites).